# Criminal Minds (mùa 2)
Mùa thứ hai của Criminal Minds lần đầu phát sóng trên đài CBS vào ngày 20 tháng 9 năm 2006, và kết thúc vào ngày 16 tháng 5 năm 2007. Lola Glaudini rời bộ phim sau sáu tập và có Paget Brewster thay vào ba tập sau đó trong khi Kirsten Vangsness được đưa lên làm diễn viên chính.

## Dàn diễn viên

### Chính
- Mandy Patinkin trong vai Đặc vụ giám sát Jason Gideon (Đặc vụ cấp cao BAU)
- Thomas Gibson trong vai Đặc vụ giám sát Aaron "Hotch" Hotchner (Trưởng Đơn vị BAU)
- Lola Glaudini trong vai Đặc vụ giám sát Elle Greenaway (Đặc vụ BAU) tập 1-6
- Paget Brewster trong vai Đặc vụ giám sát Emily Prentiss (Đặc vụ BAU) tập 9-23
- Shemar Moore trong vai Đặc vụ giám sát Derek Morgan (Đặc vụ BAU)
- Matthew Gray Gubler trong vai Đặc vụ giám sát Tiến sĩ Spencer Reid (Đặc vụ BAU)
- A. J. Cook trong vai Đặc vụ giám sát Jennifer "JJ" Jareau (Liên lạc truyền thông BAU)
- Kirsten Vangsness trong vai Đặc vụ Penelope Garcia (Nhà phân tích kỹ thuật BAU)

### Khách mời đặc biệt
- Jobeth Williams trong vai Ursula Kent
- Keith Carradine trong vai Frank Breitkopf
- James Van Der Beek trong vai Tobias Hankel
- Kate Jackson trong vai Đại sứ Elizabeth Prentiss

### Thường xuyên
- Meredith Monroe trong vai Haley Hotchner
- Jane Lynch trong vai Diana Reid
- Josh Stewart trong vai William "Will" LaMontagne Jr.
- Jayne Atkinson trong vai Đặc vụ giám sát Erin Strauss (Trưởng Bộ phận BAU)
- Skipp Sudduth trong vai Stan Gordinski

## Khách mời

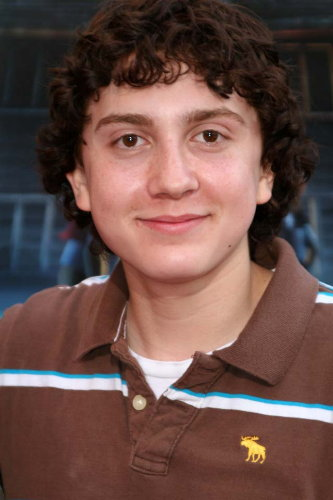
Daryl Sabara xuất hiện trong tập "P911" trong vai Kevin Rose.

Trong tập đầu mùa phim "The Fisher King (Part II)", Jeff Marchelletta làm khách mời trong vai người cha đã mất của Elle Greenaway, Robert, trong một cảnh mơ trong khi Elle đang phẫu thuật. Trong tập "P911", Mary Page Keller làm khách mời trong vai Đặc vụ giám sát Katherine Cole, một cựu đặc vụ BAU hiện tại là Trưởng Đơn vị của Đơn vị Tội phạm Nhắm vào Trẻ em, và đang điều tra một cậu bé có nguy cơ bị bán cho một kẻ ấu dâm trong một buổi đấu giá trên mạng. John Rubinstein làm khách mời trong vai Principal Hayden Rawlings, một kẻ ấu dâm và một trong những người đấu giá, mặc dù tuyên bố rằng hắn cố giải cứu cậu bé khỏi kẻ bắt cậu bé. Trong tập "The Perfect Storm", Nicki Aycox làm khách mời trong vai Amber Canardo, một nạn nhân hiếp dâm đã bắt cóc và giết phụ nữ. Đồng phạm của cô là chồng cô, Tony Canardo, do Brad Rowe thủ vai.

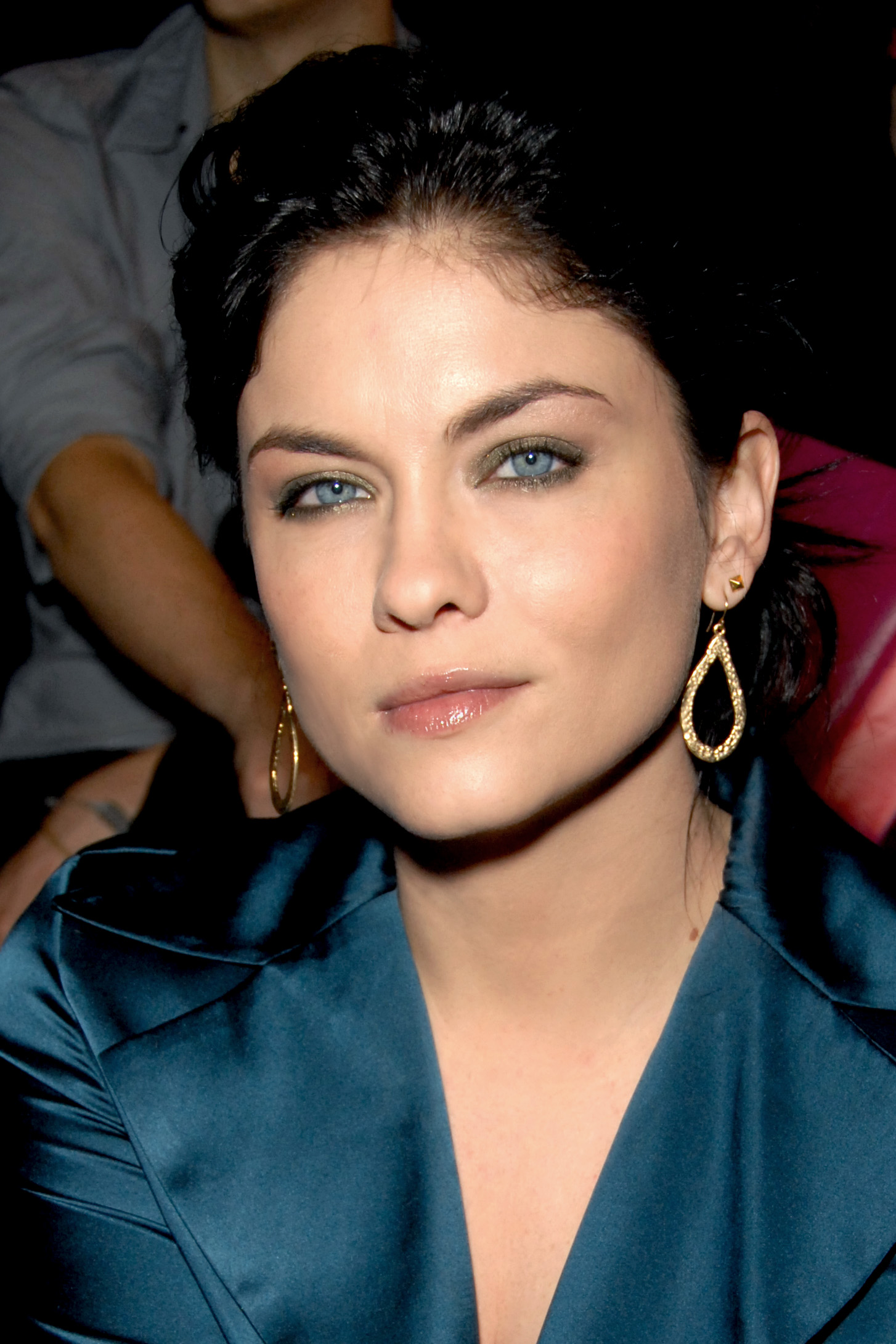
Jodi Lyn O'Keefe xuất hiện trong tập "P911" trong vai Agent Amanda Gilroy.

Trong tập "Psychodrama", Jason Wiles làm khách mời trong vai Caleb Dale Sheppard, còn gọi là "The Stripping Bandit", một tên cướp ngân hàng nghiện ma túy đá ép những người ngoài cuộc cởi đồ trần truồng. Trong tập "Aftermath", Jason London làm khách mời trong vai William Lee, một kẻ hiếp dâm hàng loạt làm các nạn nhân của hắn có thai, và sau đó bị Elle Greenaway giết. Dahlia Salem làm khách mời trong vai thám tử Maggie Callahan, dẫn đầu cuộc điều tra các vụ hiếp dâm. Trong tập "The Boogeyman", Elle Fanning làm khách mời trong vai Tracy Belle, một học sinh tiểu học suýt bị giết bởi kẻ giết trẻ em Jeffrey Charles, do Cameron Monaghan thủ vai. Sean Bridgers làm khách mời trong vai bố của Jeffrey, James, người là nghi phạm chính trong các án mạng.

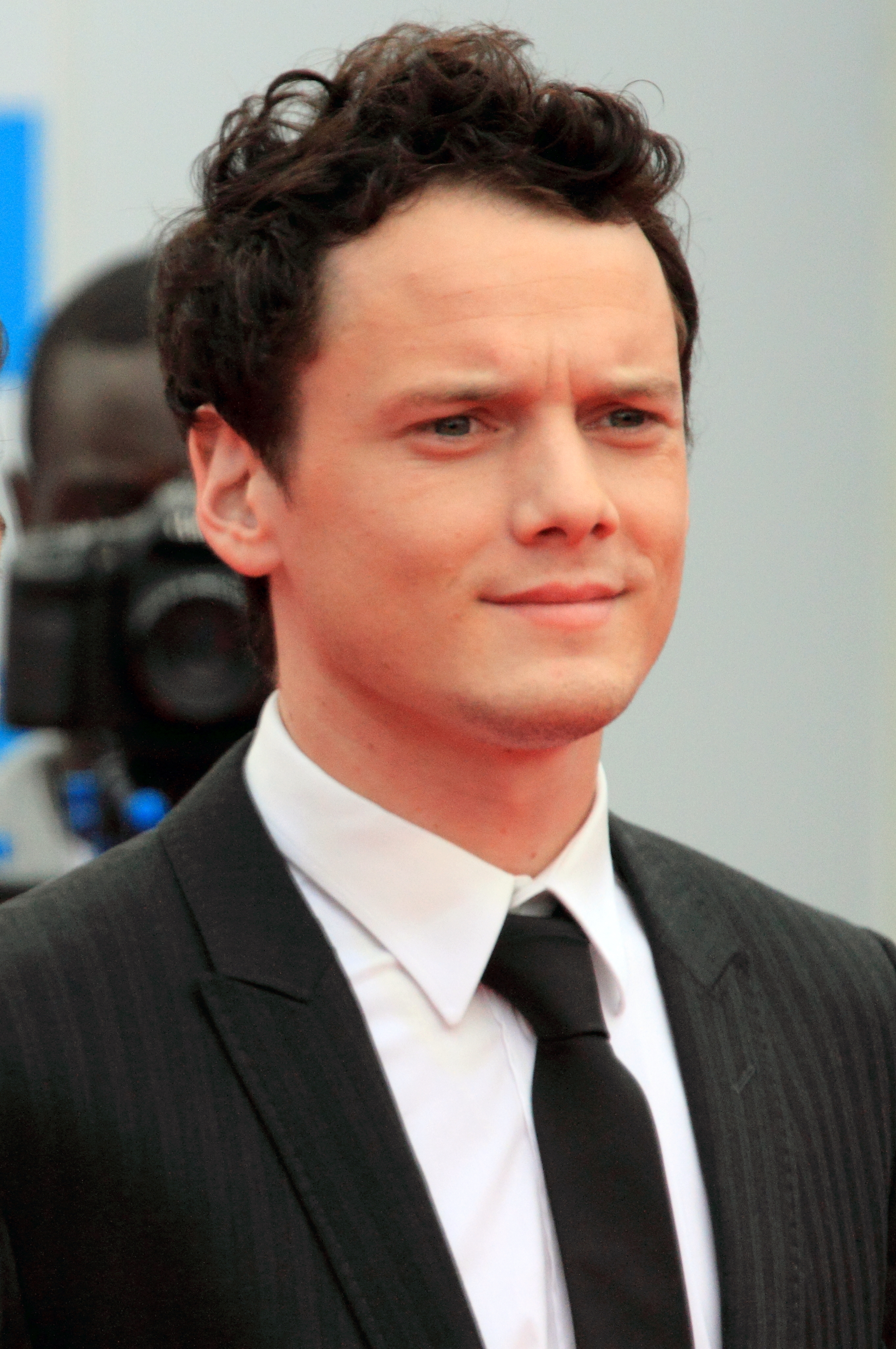
Anton Yelchin xuất hiện trong tập "Sex, Birth, Death" trong vai Nathan Harris.

Trong tập "North Mammon", Mimi Michaels làm khách mời trong vai Brooke Chambers, một vận động viên bóng đá, cùng với hai người bạn thân, bị bắt cóc, và bị ép chọn ai trong họ sẽ bị giết. Kelly Kruger làm khách mời trong vai Kelly Seymour, người đến cuối cùng đã chết. Trong tập "Empty Planet", Jamie Elman làm khách mời trong vai Kenneth Roberts, một kẻ đánh bom hàng loạt có biệt danh "Allegro", nhân vật chính từ tiểu thuyết khoa học viễn tưởng yêu thích của hắn. JoBeth Williams làm khách mời trong vai Ursula Kent, một giáo sư bị Kenneth giữ làm con tin. Trong tập "The Last Word", Jason O'Mara làm khách mời trong vai Mill Creek Killer, một sát nhân hàng loạt thi thố với The Hollow Man trong việc công nhận tội ác của họ.

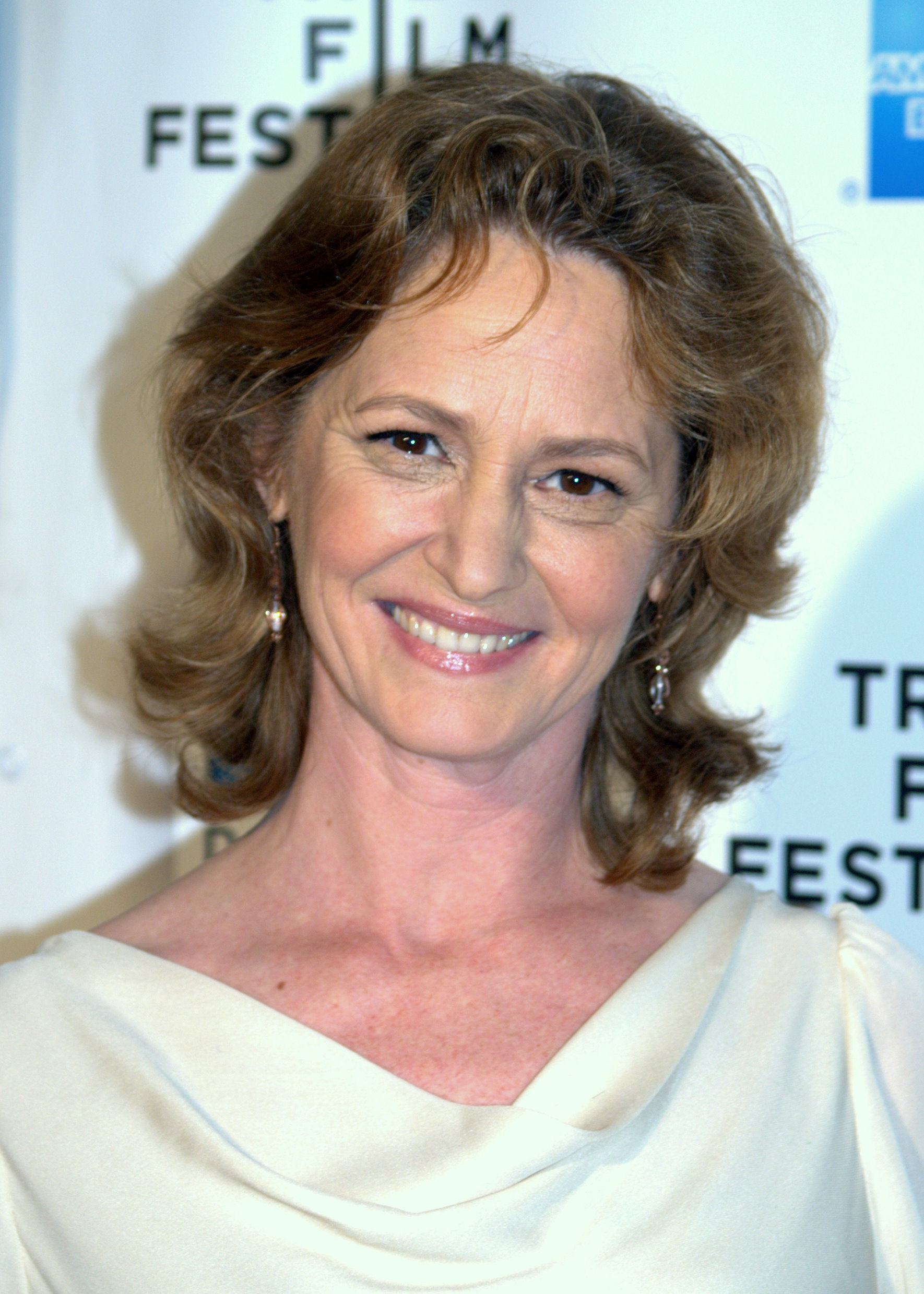
Melissa Leo xuất hiện trong tập "No Way Out" trong vai Georgia Davis.

Trong tập "Lessons Learned" Anthony Azizi làm khách mời trong vai Jamal Abaza, một tù nhân Guantanamo Bay là một thành viên của một tổ chức khủng bố gọi là "Militant Islamic Society." Kevin Chapman làm khách mời trong vai đặc vụ FBI Andrew Bingham, trợ giúp BAU trong việc ngăn chặn đánh bom bất thành ở một trung tâm mua sắm mới mở. Trong tập "Sex, Birth, Death", Jessica Tuck làm khách mời trong vai bác sĩ Sarah Harris, một bác sĩ tuyệt vọng giúp ngăn chặn thôi thúc và ảo tưởng giết người của con trai cô. Trong tập "Profiler, Profiled", Erica Gimpel làm khách mời trong vai Sarah Morgan, chị gái của Derek Morgan.

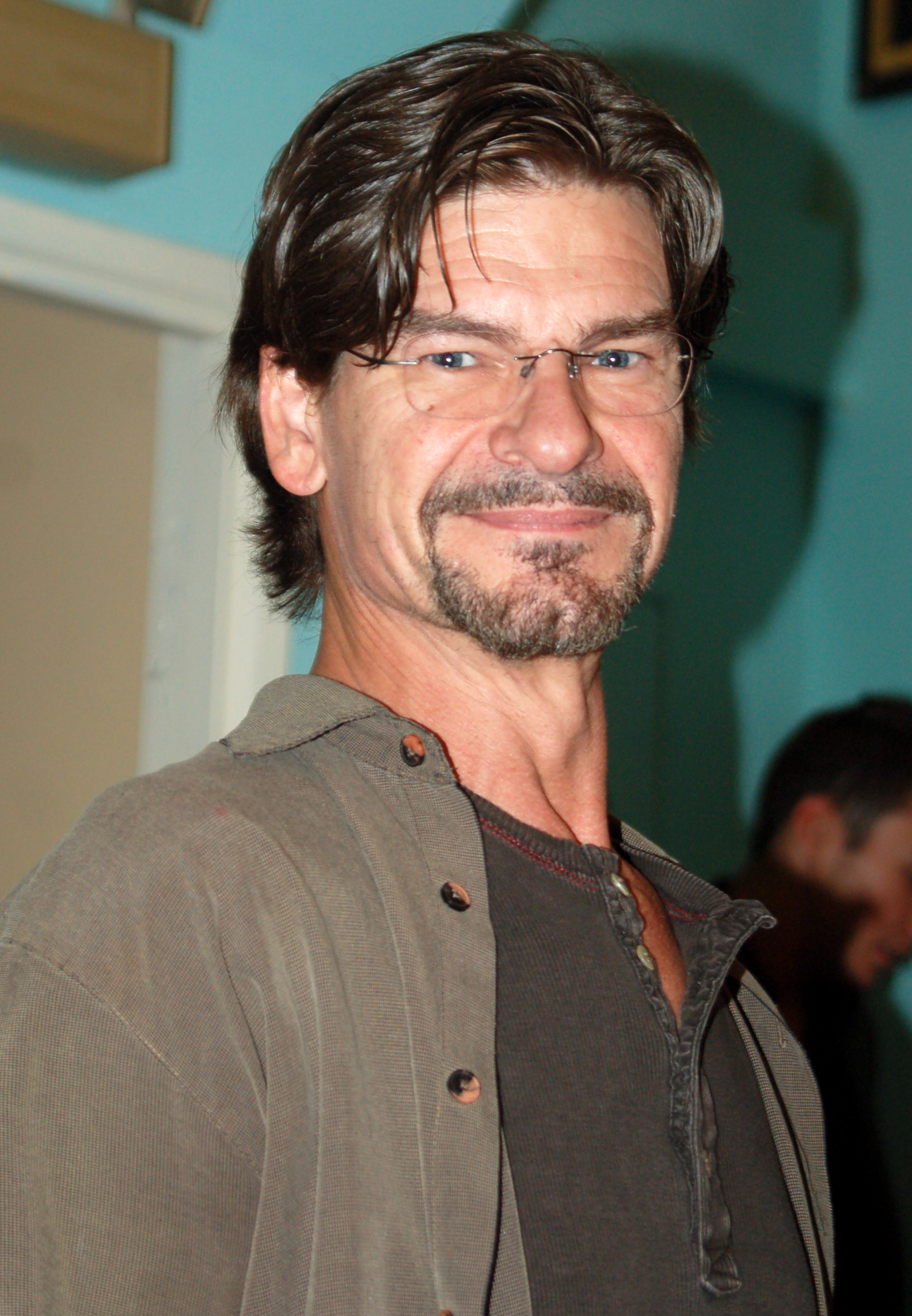
Don Swayze xuất hiện trong các tập "The Big Game" và "Revelations" trong vai Charles Hankel.

Trong tập "No Way Out", Keith Carradine làm khách mời trong vai một trong những tội phạm khét tiếng nhất của phim, Frank Breitkopf. Amy Madigan làm khách mời trong vai người tình của Frank, Jane Hanratty. Trong các tập "The Big Game" và "Revelations", James Van Der Beek làm khách mời trong vai Tobias Hankel, một sát nhân hàng loạt ảo tưởng theo bước cha mình Charles. Cullen Douglas làm khách mời trong vai Tiến sĩ Tony Wilson. Trong tập "Distress", Holt McCallany làm khách mời trong vai Roy Woodridge, một cựu biệt động Mỹ bị ảo tưởng người khác là binh lính Somali. Nick Chinlund làm khách mời trong vai Max Weston. Trong tập "Jones", Simone Kessell làm khách mời trong vai Sarah Danlin, một kẻ bắt chước Jack the Ripper từng được bố của William LaMontagne, Jr. giúp đỡ trước khi cô trở thành một sát nhân.

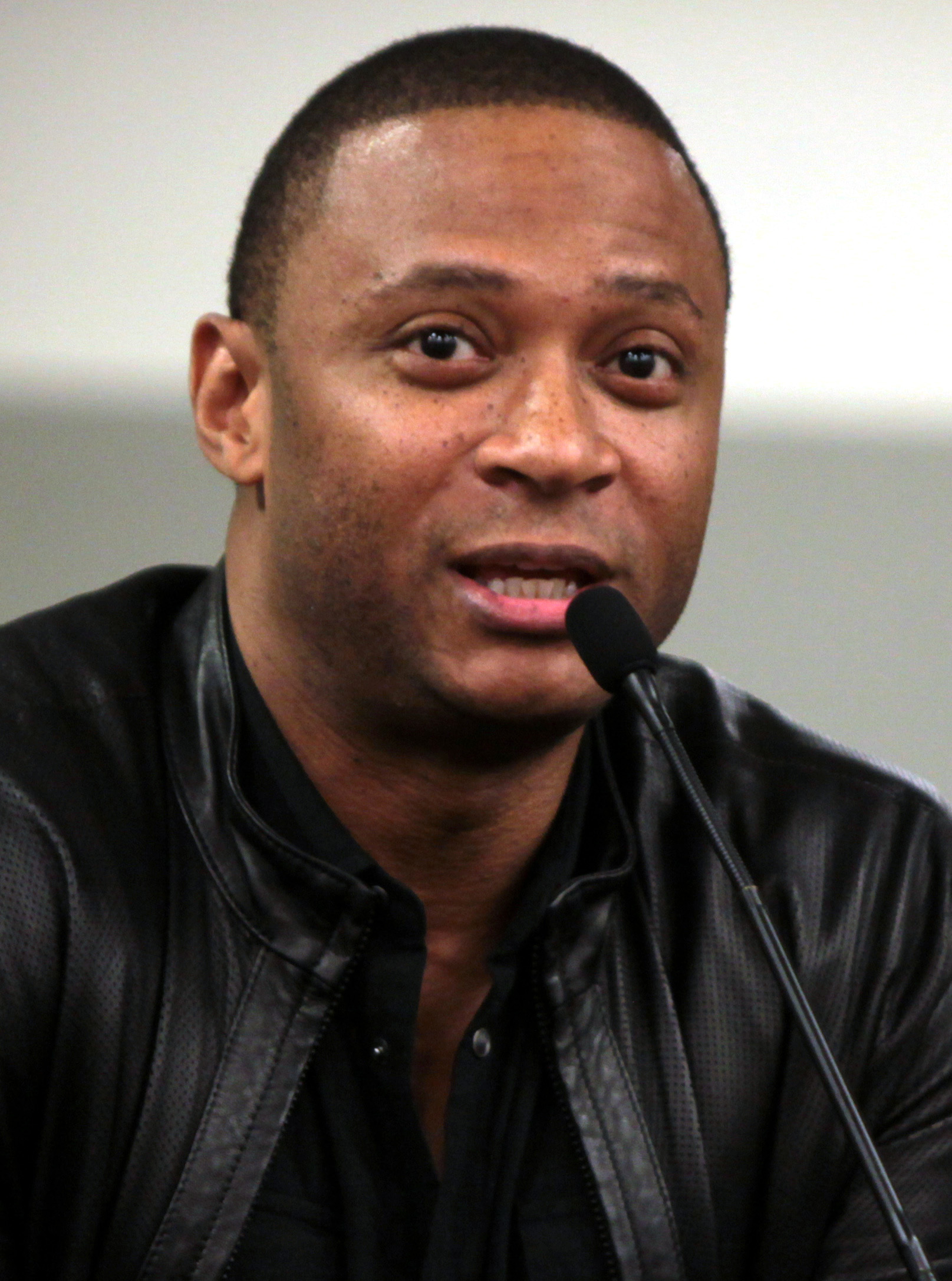
Ngôi sao phim truyền hình Arrow David Ramsey xuất hiện trong tập "Fear and Loathing" trong vai Terrence Wakeland

Trong tập "Honor Among Thieves", Kate Jackson làm khách mời trong vai mẹ của Emily Prentiss, Elizabeth, người trợ giúp BAU trong việc tìm người Nga nhập cư mất tích. Trong tập "Open Season", Jim Parrack và Jake Richardson làm khách mời trong vai Paul và Johnny Mulford, hai anh em bắt cóc và săn người trong rừng. Laura Allen làm khách mời trong vai Bobbi Baird, một người phụ nữ bị anh em Mulford bắt cóc và săn. Trong tập cuối mùa phim "No Way Out II: The Evilution of Frank", Keith Carradine và Amy Madigan trở lại các vai Frank Breitkopf và Jane Hanratty. Elle Fanning trở lại vai Tracy Belle, người bị Frank bắt cóc.

## Các tập phim
| TT. tổng thể | TT. trong mùa phim | Tiêu đề                                       | Đạo diễn              | Biên kịch                      | Ngày phát hành gốc   | Mã sản xuất | Người xem tại U.S. (triệu) |
| --- | ------------------ | --------------------------------------------- | --------------------- | ------------------------------ | -------------------- | ----------- | -------------------------- |
| 23 | 1                  | "The Fisher King: Part 2"                     | Gloria Muzio          | Edward Allen Bernero           | 20 tháng 9 năm 2006  | 201         | 15,65                      |
| BAU tiếp tục giải mã manh mối do sát nhân tâm thần Randall Garner (Charles Haid) để lại, Reid phát hiện một liên kết cá nhân có thể phá vụ án. Elle chống chọi giành lại sự sống sau khi bị bắn tại nhà. |                    |                                               |                       |                                |                      |             |                            |
| 24 | 2                  | "P911"                                        | Adam Davidson         | Simon Mirren                   | 27 tháng 9 năm 2006  | 203         | 16,54                      |
| Khi một cậu bé mất tích xuất hiện trong một buổi đấu giá trên mạng, BAU làm việc với cựu chuyên gia phân tích Katherine Cole (Mary Page Keller) và Innocent Images Unit của FBI để cứu mạng cậu bé. Hotch và Reid dấy lên lo ngại về Elle khi cô trở lại từ nghỉ phép điều trị y tế.                                                                               |                    |                                               |                       |                                |                      |             |                            |
| 25 | 3                  | "The Perfect Storm"                           | Félix Alcalá          | Debra J. Fisher & Erica Messer | 4 tháng 10 năm 2006  | 202         | 15,19                      |
| Khi một chuỗi án mạng ở Jacksonville, Florida leo thang bao gồm tấn công tâm lý các gia đình nạn nhân, BAU nghi tội ác do hai người hoạt động như một đội thực hiện. |                    |                                               |                       |                                |                      |             |                            |
| 26 | 4                  | "Psychodrama"                                 | Guy Norman Bee        | Aaron Zelman                   | 11 tháng 10 năm 2006 | 204         | 16,73                      |
| Khi một kẻ cướp ngân hàng ở Los Angeles, California leo thang từ việc bắt nạn nhân cởi đồ đến đe dọa mạng sống của họ, BAU đi bắt hắn trước khi hắn tấn công lần nữa. Mối quan hệ của Hotch với Haley trở nên căng thẳng. |                    |                                               |                       |                                |                      |             |                            |
| 27 | 5                  | "Aftermath"                                   | Tim Matheson          | Chris Mundy                    | 18 tháng 10 năm 2006 | 205         | 16,20                      |
| Khi một kẻ hiếp dâm hàng loạt ở Dayton, Ohio trở lại hoạt động sau khi nghỉ 6 tuần, BAU làm việc với chính quyền địa phương để thi hành một chiến thuật tinh vi để bắt hắn. Elle quyết định hứa là tạo ra làn sóng xuyên đội. |                    |                                               |                       |                                |                      |             |                            |
| 28 | 6                  | "The Boogeyman"                               | Steve Boyum           | Andi Bushell                   | 25 tháng 10 năm 2006 | 206         | 16,77                      |
| Với Elle đi đánh giá tâm lý và Hotch theo dõi cô ấy, các thành viên còn lại của BAU đi truy tìm một sát nhân hàng loạt ở Ozona, Texas chịu trách nhiệm cho những cái chết bạo lực của trẻ em. |                    |                                               |                       |                                |                      |             |                            |
| 29 | 7                  | "North Mammon"                                | Matt Earl Beesley     | Andrew Wilder                  | 1 tháng 11 năm 2006  | 207         | 16,97                      |
| Khi ba cô gái trẻ Pennsylvania bị bắt cóc vào đêm cổ vũ trước trận đấu, BAU thấy họ bị ép đánh giá cả thị trấn. JJ vật lộn với con quỷ trong mình và đội tiếp tục choáng váng trước sự bỏ đi đột ngột của Elle. |                    |                                               |                       |                                |                      |             |                            |
| 30 | 8                  | "Empty Planet"                                | Elodie Keene          | Ed Napier                      | 8 tháng 11 năm 2006  | 208         | 17,57                      |
| Khi một kẻ đánh bom nhắm vào các cơ quan công nghệ tiên tiến khắp Seattle, BAU đi xác định hắn đang hành động một mình hay không và động cơ ngầm của hắn là gì. |                    |                                               |                       |                                |                      |             |                            |
| 31 | 9                  | "The Last Word"                               | Gloria Muzio          | Debra J. Fisher & Erica Messer | 15 tháng 11 năm 2006 | 209         | 16,48                      |
| Khi hai người phụ nữ được tìm thấy đã chết ở St. Louis, Missouri, BAU tìm hai sát nhân hàng loạt đang thi đua làm tốt hơn người kia. Hotch dấy lên nghi ngờ Emily Prentiss (Paget Brewster), thành viên mới có triển vọng nhiệt tình chứng minh rằng cô ấy xứng đáng một vị trí trong đội.                                                                         |                    |                                               |                       |                                |                      |             |                            |
| 32 | 10                 | "Lessons Learned"                             | Guy Norman Bee        | Jim Clemente                   | 22 tháng 11 năm 2006 | 210         | 16,56                      |
| Khi một quả bom hóa học được tìm thấy trong cuộc đột kích của DEA, Gideon, Reid, và Prentiss bay đến Trại giam Vịnh Guantánamo để thẩm vấn lãnh đạo của một thể chế mật trong khi các thành viên còn lại của BAU đi ngăn chặn một vụ tấn công trên đất Mỹ. |                    |                                               |                       |                                |                      |             |                            |
| 33 | 11                 | "Sex, Birth, Death"                           | Gwyneth Horder-Payton | Chris Mundy                    | 29 tháng 11 năm 2006 | 211         | 17,92                      |
| Khi vài gái mại dâm được tìm thấy chết khắp vùng đô thị Washington, Reid nghi một học sinh trung học nổi loạn (Anton Yelchin) chịu trách nhiệm cho heinous crimes; Hotch bước vào thế giới chính trị bẩn sau một tay to chính trị (Mel Harris) ép anh giữ kín vụ án.                                                                                               |                    |                                               |                       |                                |                      |             |                            |
| 34 | 12                 | "Profiler, Profiled"                          | Glenn Kershaw         | Edward Allen Bernero           | 13 tháng 12 năm 2006 | 212         | 16,06                      |
| Khi Morgan bị cho là nghi phạm chính trong một chuỗi án mạng, BAU tiến hành làm sạch thanh danh và thuyết phục một thám tử Chicago cứng đầu (Skipp Sudduth). Hotch mò ra một bí mật làm anh nghi ngờ mọi thứ mà anh nghĩ anh biết về quá khứ của Morgan. |                    |                                               |                       |                                |                      |             |                            |
| 35 | 13                 | "No Way Out"                                  | John Gallagher        | Simon Mirren                   | 17 tháng 1 năm 2007  | 213         | 12,99                      |
| Đi điều tra một chuỗi án mạng ở Golconda, Nevada, BAU phải tìm ra tại sao một người đàn ông bí ẩn (Keith Carradine) cứ quay lại mỗi năm và nạn nhân mới nhất của hắn ở đâu. |                    |                                               |                       |                                |                      |             |                            |
| 36 | 14                 | "The Big Game"                                | Gloria Muzio          | Edward Allen Bernero           | 4 tháng 2 năm 2007   | 215         | 26,31                      |
| Khi một cặp đôi ở khu ngoại ô Atlanta, Georgia bị chém chết trong nhà họ vào đêm Super Bowl, BAU đi truy lùng một đội giết người sùng đạo, mà làm cho một trong họ đối mặt một tình huống đe dọa tính mạng. |                    |                                               |                       |                                |                      |             |                            |
| 37 | 15                 | "Revelations"                                 | Guy Norman Bee        | Chris Mundy                    | 7 tháng 2 năm 2007   | 216         | 16,27                      |
| Khi sát nhân hàng loạt bị rối loạn đa nhân cách Tobias Hankel (James Van Der Beek) bắt cóc Reid, BAU đi giải cứu đồng nghiệp và ngăn Tobias không lấy mạng khác. Trong lúc bị giữ, Reid thấy bản thân nhớ lại thời thơ ấu khó chịu. |                    |                                               |                       |                                |                      |             |                            |
| 38 | 16                 | "Fear and Loathing"                           | Rob Spera             | Aaron Zelman                   | 14 tháng 2 năm 2007  | 214         | 15,16                      |
| Khi bốn người phụ nữ Mỹ-Phi và một đàn ông da trắng được tìm thấy chết ở Peekskill, New York, BAU mò ra một động cơ nham hiểm. Reid cố gắng vượt qua cơn nghiện Dilaudid khi anh sống lại lúc bị tra tấn và dính thuốc. |                    |                                               |                       |                                |                      |             |                            |
| 39 | 17                 | "Distress"                                    | John F. Showalter     | Oanh Ly                        | 21 tháng 2 năm 2007  | 217         | 13,70                      |
| Khi một chuỗi án mạng xảy ra khắp Houston, Texas, BAU nghi họ đang đối phó với một người vô gia cư chống lại việc chỉnh trang khu dân cư. Prentiss chú ý một sự thay đổi đột ngột trong hành vi của Reid. |                    |                                               |                       |                                |                      |             |                            |
| 40 | 18                 | "Jones"                                       | Steve Shill           | Andi Bushell                   | 28 tháng 2 năm 2007  | 218         | 14,50                      |
| Khi một sát nhân hàng loạt ở New Orleans, Louisiana trở lại giết người sau khi bị cho là đã chết hai năm, BAU làm việc với thám tử sở cảnh sát New Orleans William LaMontagne Jr. (Josh Stewart) để giải mã manh mối duy nhất mà họ có để tiếp tục. Reid tiếp tục vật lộn với hậu quả vụ bị Tobias bắt cóc.                                                        |                    |                                               |                       |                                |                      |             |                            |
| 41 | 19                 | "Ashes and Dust"                              | John Gallagher        | Andrew Wilder                  | 21 tháng 3 năm 2007  | 219         | 15,19                      |
| Khi hai gia đình ở San Francisco, California bị thiêu chết trong khi đang ngủ, BAU xác định các nạn nhân có liên kết thông qua một nhóm nhà môi trường học cực đoan mà dùng lửa để lan truyền thông điệp của họ. |                    |                                               |                       |                                |                      |             |                            |
| 42 | 20                 | "Honor Among Thieves"                         | Jesús Treviño         | Aaron Zelman                   | 11 tháng 4 năm 2007  | 220         | 12,80                      |
| Khi một người Nga nhập cư bị bắt cóc khỏi nhà ở Baltimore, Maryland và bị đòi tiền chuộc, BAU làm việc với người mẹ ghẻ lạnh của Prentiss, đại sứ Elizabeth Prentiss (Kate Jackson), để xác định danh tính kẻ bắt cóc. |                    |                                               |                       |                                |                      |             |                            |
| 43 | 21                 | "Open Season"                                 | Félix Alcalá          | Debra J. Fisher & Erica Messer | 2 tháng 5 năm 2007   | 222         | 13,28                      |
| Khi ba người được tìm thấy chết trong một vùng hẻo lánh ở rừng quốc gia Boise của Idaho và người thứ tư được báo mất tích, BAU đi phân tích và truy lùng một cặp sát nhân săn các nạn nhân cho vui. |                    |                                               |                       |                                |                      |             |                            |
| 44 | 22                 | "Legacy"                                      | Glenn Kershaw         | Edward Allen Bernero           | 9 tháng 5 năm 2007   | 223         | 12,92                      |
| Khi một thám tử ở Kansas City, Kansas đến Quantico với thông tin liên quan đến một chuỗi biến mất bí ẩn, BAU đi bắt một sát nhân làm theo nhiệm vụ tin rằng họ đang giúp thế giới bằng việc giết người vô gia cư. |                    |                                               |                       |                                |                      |             |                            |
| 45 | 23                 | "No Way Out, Part II: The Evolution of Frank" | Edward Allen Bernero  | Simon Mirren                   | 16 tháng 5 năm 2007  | 224         | 13,21                      |
| Khi sát nhân hàng loạt sung mãn Frank Breitkopf (Keith Carradine) đột nhập căn hộ của Gideon và giết bạn gái của ông, BAU thấy bản thân bị ép phân tích hai người khi họ né tránh chính quyền địa phương và dẫn đầu cuộc điều tra của họ. Trưởng Bộ phận BAU Erin Strauss (Jayne Atkinson) hăm dọa một đặc vụ cung cấp thông tin bên trong về quy trình của Hotch. |                    |                                               |                       |                                |                      |             |                            |

## Băng đĩa
| The Complete Second Season                                                                        |                                                                                                   | | | |
| Chi tiết bộ đĩa                                                                                   | Chi tiết bộ đĩa                                                                                   | Nội dung đặc biệt | Nội dung đặc biệt | |
| - 23 tập - Bộ 6 đĩa - Tỉ lệ khung hình: 2.35:1 - Phụ đề: Tiếng Anh - Tiếng Anh: Dolby Digital 5.1 | - 23 tập - Bộ 6 đĩa - Tỉ lệ khung hình: 2.35:1 - Phụ đề: Tiếng Anh - Tiếng Anh: Dolby Digital 5.1 | - Profilers, Profiled - Bằng chứng vật chất - Khoa học hành vi: Tâm trí tội phạm ngoài đời thật - Gặp gỡ Kirsten Vangsness - Đoạn phim gây cười - Cảnh quay bị xóa | - Profilers, Profiled - Bằng chứng vật chất - Khoa học hành vi: Tâm trí tội phạm ngoài đời thật - Gặp gỡ Kirsten Vangsness - Đoạn phim gây cười - Cảnh quay bị xóa | - Profilers, Profiled - Bằng chứng vật chất - Khoa học hành vi: Tâm trí tội phạm ngoài đời thật - Gặp gỡ Kirsten Vangsness - Đoạn phim gây cười - Cảnh quay bị xóa |
| Ngày phát hành DVD                                                                                |                                                                                                   | | | |
| Vùng 1                                                                                            | Vùng 2                                                                                            | Vùng 4 | | |
| 2 tháng 10 năm 2007                                                                               | 5 tháng 5 năm 2008                                                                                | 1 tháng 4 năm 2008 | | |